# Anton Kontra
Anton Kontra (født 29. marts 1932, død 8. maj 2020) var en ungarsk-dansk violinist, der kom til Danmark i 1965. Han blev uddannet i Budapest på Liszt-akademiet og var en karismatisk 1. koncertmester for Sjællands Symfoniorkester i 1965-88 og siden koncertmester i Malmø Symfoniorkester. I 1973 dannede han sammen med Boris Samsing, Peter Fabricius og Morten Zeuthen fra Sjællands Symfoniorkester strygekvartetten Kontra Kvartetten, der har været en af de førende i Danmark.